# Triesting
La Triesting est une rivière autrichienne qui coule dans la partie sud-est du massif du Wienerwald. Elle se jette dans la Schwechat à Achau et est donc un sous-affluent du Danube. Sa longueur est de 60 km.

## Source
- (en) Cet article est partiellement ou en totalité issu de l’article de Wikipédia en anglais intitulé « Triesting » (voir la liste des auteurs).